# Wilfrid Le Gros Clark
Wilfrid Edward Le Gros Clark (5 de junho de 1895 — 28 de junho de 1971) foi um anatomista, cirurgião, primatologista e paleoantropólogo britânico. Atualmente é lembrado por suas contribuições ao estudo da evolução humana.

## Publicações
- Le Gros Clark, W. E. (1920). On series of ancient Eskimo Skulls from Greenland. J. R. Anth. Inst. 50: 281–298.
- Le Gros Clark, W. E. (1928). Rhodesian man. Man 28: 206–207.
- Le Gros Clark, W. E. (1935). Man’s place among the primates. Man 35: 1–6.
- Le Gros Clark, W. E. (1936). Evolutionary parallelism and human phylogeny. Man 36: 4–8.
- Le Gros Clark, W. E. (1940a). Palaeontological evidence bearing on human evolution. Biol. Rev. 15: 202–230le.
- Le Gros Clark, W. E. (1940b). The relationship between pithecanthropus and sinanthropus. Nature 145: 70–71.
- Le Gros Clark, W. E. (1946). Significance of the Australopithecinae. Nature 157: 863–865.
- Le Gros Clark, W. E. (1949). History of the primates. British Museum (Natural History), London.
- Le Gros Clark, W. E. (1955). The fossil evidence for human evolution: An introduction to the study of paleoanthropology. The Scientist’s Library: Biology and Medicine. University of Chicago Press, Chicago.
- Le Gros Clark, W. E. (1964). The fossil evidence for human evolution: An introduction to the study of paleoanthropology, 2nd ed. The Scientist’s Library: Biology and Medicine. University of Chicago Press, Chicago.
- Le Gros Clark, W. E. (1967). Man-Apes or Ape-Men? The Story of Discoveries in Africa. Holt, Rinehart and Winston, New York.
- Le Gros Clark, W. E. (1968). Chant of pleasant exploration. E. and S. Livingstone, Edinburgh.
- Le Gros Clark, W. E., Cooper, D. M. and Zuckerman, S. (1936). The endocranial cast of the chimpanzee. J. Roy. Anthropol. Inst. 66: 249–268.